# Iso Kivijärvi (sjö i Ylöjärvi, Birkaland)
Iso Kivijärvi är en sjö i kommunen Ylöjärvi i landskapet Birkaland i Finland. Arean är 41 hektar och strandlinjen är 3,42 kilometer lång. Sjön  ingår i Kumo älvs huvudavrinningsområde.   Den ligger omkring 53 kilometer norr om Tammerfors och omkring 210 kilometer norr om Helsingfors. 